# Норма матриці
У математиці, нормою матриці вважають розширенням терміна векторної норми на матриці.
Нехай у просторі векторів {\displaystyle \mathbb {R} ^{m}} визначена норма вектора {\displaystyle \|\cdot \|}. Тоді нормою матриці {\displaystyle A} називають число {\displaystyle \|A\|=\sup _{x\neq 0}{\frac {\|Ax\|}{\|x\|}}=\sup _{\|x\|=1}{\|Ax\|}}.

## Прямі вирази
У залежності від конкретної норми для векторів можна знайти прямі вирази для норми матриці. Нижче наведені три поширені норми:
1. {\displaystyle \|x\|_{\infty }=\max _{1\leq j\leq m}\left|x_{j}\right|}. Тоді
 {\displaystyle \|A\|_{\infty }=\max _{1\leq i\leq m}\left(\sum _{j=1}^{m}|a_{ij}|\right)}
2. {\displaystyle \|x\|_{1}=\sum _{j=1}^{m}\left|x_{j}\right|}. Тоді
 {\displaystyle \|A\|_{1}=\max _{1\leq j\leq m}\left(\sum _{i=1}^{m}\left|a_{ij}\right|\right)}
3. {\displaystyle \|x\|_{2}={\sqrt {\sum _{j=1}^{m}{\left|x_{j}\right|}^{2}}}={\sqrt {(x,x)}}}. Тоді 
 {\displaystyle \|A\|_{2}={\sqrt {\max _{1\leq i\leq m}\lambda _{A^{T}\cdot A}^{i}}}}, 
 де {\displaystyle \lambda _{D}^{i}} — власні значення матриці {\displaystyle D}.

## Векторні норми
Матрицю розмірності {\displaystyle m\times n} можна трактувати як вектор довжини {\displaystyle mn} і застосовувати до нього норму вектора.

### Норма Фробеніуса
Виглядає так:
{\displaystyle \|A\|_{F}={\sqrt {\sum _{i=1}^{m}\sum _{j=1}^{n}|a_{ij}|^{2}}}}

## Властивості норми матриці
Хай {\displaystyle K} позначає поле з дійсних чи комплексних чисел. Хай {\displaystyle K^{m\times n}} позначає векторний простір, що містить всі матриці з {\displaystyle m} рядків та {\displaystyle n} стовпців з елементами типу {\displaystyle K}. 
Якщо {\displaystyle \|A\|} позначає норму матриці {\displaystyle A}, тоді для неї виконуються такі властивості:
- {\displaystyle \|A\|>0} якщо {\displaystyle A\neq 0} та {\displaystyle \|A\|=0} тоді і тільки тоді, коли {\displaystyle A=0}
- {\displaystyle \|\alpha A\|=|\alpha |\cdot \|A\|,\qquad \forall \alpha \in K} та {\displaystyle \forall A\in K^{m\times n}}
- {\displaystyle \|A+B\|\leq \|A\|+\|B\|,\qquad \forall A,B\in K^{m\times n}.}

Крім того, у випадку квадратних матриць, деякі (не всі) норми задовольняють наступну властивість, яка пов'язана з тим, що матриці — це більш ніж вектор:
- {\displaystyle \|AB\|\leq \|A\|\|B\|} для всіх {\displaystyle A} та {\displaystyle B} з {\displaystyle K^{n\times n}.}

Норма матриці що задовільняє цю властивість називається субмультиплікативною нормою (деякі підручники використовують термін "норма матриці" виключно для субмультиплікативних норм). 
Множина квадратних матриць з нормою, що задовольняє останню властивість утворює банахову алгебру.

## Узгоджені норми
Матрична норма {\displaystyle \|\cdot \|} на {\displaystyle K^{m\times n}} називається узгодженою (англ. consistent) з векторними нормами {\displaystyle \|\cdot \|_{a}} і {\displaystyle \|\cdot \|_{b}} на {\displaystyle K^{n}} і {\displaystyle K^{m}} відповідно, якщо:
{\displaystyle \|Ax\|_{b}\leq \|A\|\|x\|_{a}}
для всіх {\displaystyle A\in K^{m\times n},x\in K^{n}}.  Усі індуковані норми узгодженні за означенням.

## Сумісні норми
Матрична норма {\displaystyle \|\cdot \|} на {\displaystyle K^{n\times n}} називається сумісною (англ. compatible) з векторною нормою {\displaystyle \|\cdot \|_{a}} на {\displaystyle K^{n},} якщо:
{\displaystyle \|Ax\|_{a}\leq \|A\|\|x\|_{a}}
для всіх {\displaystyle A\in K^{n\times n},x\in K^{n}}. Індукована норма сумісна за означенням.